# Baicheng
Baicheng (em chinês:  白城市; em pinyin baicheng shì, literalmente "cidade branca"), é uma prefeitura com nível de cidade da província chinesa de Jilin.
Limita-se ao norte com Qiqihar, ao sul com Tongliao, ao nordeste com Hinggan e ao leste com Songyuan. Sua área é de 25.683 km² e sua população de 325.052 habitantes.

## Administração
A cidade-prefeitura de Baicheng divide-se em 1 distrito, 2 cidades e 2 condados, que são:
- Distrito de Taobei 洮北区
- Cidade de Da'an 大安市
- Cidade de Taonan 洮市
- Condado de Zhenlai 镇赉县
- Condado de Tongyu 通榆县

## Economia
A indústria têxtil é um dos principais pilares da economia. A agricultura da região centra-se na produção de soja e oleaginosas.